# Cykliniarze
Cykliniarze (fr. Les raboteurs de parquet) – obraz olejny namalowany przez francuskiego malarza Gustava Caillebotte’a w 1875 roku, znajdujący się w zbiorach Musée d’Orsay w Paryżu.

## Opis
Po raz pierwszy płótno zostało zaprezentowane w 1876 roku na prywatnej wystawie impresjonistów, zorganizowanej przez samego autora. Wcześniej, w 1875 roku, zostało odrzucone przez jury paryskiego Salonu. Dzieło prezentowane wraz z pracami Auguste’a Renoira i Claude’a Moneta, wyróżniało się tematyką sceny dziejącej się we wnętrzu pomieszczenia.
Obraz przedstawia trzech cykliniarzy pracujących w bogatym domu. Pracownik po lewej stronie sięga po jakieś narzędzie i kieruje wzrok na swojego kompana, tym samym sugerując widzowi na zwrócenie uwagi w tę samą stronę. Cykliniarz po prawej stronie jest zwrócony w stronę postaci centralnej, co sugeruje konwersację robotników. Światło dostające się do pokoju rozjaśnia sylwetki wszystkich postaci.